# Nikolai Andrejewitsch Bunge
Nikolai Christian Konstantin Andrejewitsch Bunge, auch Nikolai Christian Konstantin Henrichowitsch Bunge (russisch Николай Андреевич Бунге), (* 3. Dezemberjul. / 15. Dezember 1842greg. in Warschau; † 31. Dezember 1914jul. / 13. Januar 1915greg. in Kiew) war ein russischer Chemiker und Hochschullehrer.

## Leben
Bunge stammte aus der Gelehrten- und Adelsfamilie Bunge und war der Urenkel des ostpreußischen Apothekers Georg Friedrich Bunge. Bunges Großvater Christian-Georg Bunge war einer der ersten Kinderärzte Kiews. Bunges Vater Andreas Henrich Grigori Konstantin Christianowitsch Bunge (1811–1885) hatte das Gymnasium in Dorpat besucht und war Bauingenieur geworden. Er war am Bau der Festung Iwangorod und der Festung Warschau beteiligt. Er schied frühzeitig aufgrund einer Erkrankung aus dem Dienst und ließ sich auf seinem Besitz Opalin bei Warschau nieder. Er heiratete seine Nichte Alexandra Helene Iwanowna Tetzner (1817–1856), Tochter des Apothekers Iwan Bogdanowitsch Tetzner und seiner Frau Elisabeth Georgijewna Bunge, Tochter Andreas Georg Bunges. Bunges ältere Schwester Melanie heiratete den Generalmajor Karl von Trompeter.
Bunge kam im Alter von 12 Jahren in ein Schulpensionat in Warschau. 1856 wurde er zu seinem Großvater Christian-Georg nach Kiew geschickt, der allerdings kurz darauf starb. Bunge wurde von seinem Onkel Nikolai Christianowitsch Bunge aufgenommen, der Professor an der Universität Kiew war. Ab 1857 besuchte Bunge das 1. Gymnasium in Kiew, das er mit einer Silbermedaille 1861 abschloss. Er studierte dann an der Universität Kiew in der physikalisch-mathematischen Fakultät mit Abschluss 1865. 1868 verteidigte er seine Magisterdissertation über Nitrosoverbindungen. Er erhielt ein zweijähriges Auslandsstipendium, das er zur Hälfte in Deutschland verbrachte.
Ab 1870 lehrte Bunge Technische Chemie an der Universität Kiew. Seine Forschungsarbeiten betrafen sowohl die reine Chemie als auch die Technische Chemie. Er untersuchte beispielsweise Probleme der Weinherstellung und der Rübenzuckerfabrikation, wobei er die Vorgänge bei der Elektrolyse organischer Säuren aufklärte. Das Resultat seiner Arbeit war die zweibändige Chemische Technologie. 1872–1882 gab er eine Bibliografie der russischen Literatur der reinen und angewandten Chemie in 10 Bänden heraus und dazu eine Bibliografie der russischen und ausländischen Literatur der chemischen Technologie.
Seit 1872 war Bunge Vizevorsitzender der Kiewer Gesellschaft der Naturwissenschaftler. Von 1873 bis 1905 war er Vorsitzender der Kiewer Abteilung der Kaiserlich Russischen Technischen Gesellschaft. Er half bei der Organisation der Gas-, Wasser- und Elektrizitätsversorgung der Stadt Kiew und beim Bau der städtischen Kanalisation. Mit anderen initiierte er das 1898 gegründete Kiewer Polytechnische Institut.
Bunge war seit 1873 verheiratet mit Jewgenija Schipowskaja, Tochter des Generalgouverneurs P. A. Schipowski der Gouvernements Kiew, Wolhynien und Podolien. Ihre Tochter Katharina (1874–1933) wurde russischsprachige Dichterin und Übersetzerin. Sie veröffentlichte in der Kijewskaja mysl, im Westnik Jewropy und im Mir Boschi. Werke Franz von Assisis übersetzte sie ins Russische. Sie starb in Berlin und wurde auf dem Russischen Friedhof in Berlin-Tegel begraben. Bunges Sohn Nikolai (1885–1921) wurde Chemiker und lehrte nach der Oktoberrevolution ab 1918 an der Taurischen Filiale der Universität Kiew in Simferopol.

## Ehrungen
- Sankt-Stanislaus-Orden (1874)
- Russischer Orden der Heiligen Anna (1877)